# Mónica Drouilly Hurtado
Mónica Drouilly Hurtado (25 de mayo de 1980 Santiago, Chile) es una escritora, editora, dramaturga e ingeniera chilena. Ha sido galardonada con el Premio a la Mejor Obra Literaria año 2018 y el premio de la XVIII Muestra Nacional de Dramaturgia, ambos otorgados por el Ministerio de las Culturas, las Artes y el Patrimonio. 

## Reseña biográfica
Nacida en Santiago de Chile, asistió al colegio Compañía de María y posteriormente ingresó a la Pontifica Universidad Católica de Chile donde cursó las carreras de Licenciatura en Estética e Ingeniería Civil Industrial. 
Actualmente se desempeña como Ingeniera y dirige junto con Eduardo Plaza la editorial Noctámbula, sello que ha publicado a diversos escritores sobresalientes en poesía, novela y cuento.

## Distinciones
- Concurso de cuentos Paula (primer lugar, 2013)[1]
- Premio XVIII Muestra Nacional de Dramaturgia (2017)
- Premio Literarios Ministerio de las Culturas, las Artes y el Patrimonio (Mejor obra literaria categoría cuento, 2018)
- Concurso de dramaturgia para niños y jóvenes Jorge Díaz (Primer lugar, 2019)